# Europese kampioenschappen indooratletiek 2023 – Hoogspringen vrouwen
Het hoogspringen voor vrouwen op de Europese indoorkampioenschappen van 2023 vond plaats op 2 maart (kwalificatie) en 5 maart (finale). Het werd gehouden op de shorttrackbaan van Ataköy Arena in Istanbul in Turkije. Het was de 35e keer dat dit onderdeel op het programma stond.
De winnaar van het hoogspringen voor vrouwen was de Oekraïense Jaroslava Mahoetsjich die 1,98 m wist te springen. De Nederlandse Britt Weerman werd tweede in 1,96 m, wat een nieuw nationaal record betekende. Het brons ging naar de Oekraïense Kateryna Tabasjnyk in 1,94 m.

## Records
Voorafgaand aan het toernooi waren dit het wereld-, Europees en kampioenschapsrecord en de wereld- en Europese leiding.
| Wereldrecord         | Kajsa Bergqvist       | 2,08 m | Arnstadt   | 4 februari 2006  |
| Europees record      | Kajsa Bergqvist       | 2,08 m | Arnstadt   | 4 februari 2006  |
| Kampioenschapsrecord | Tia Hellebaut         | 2,05 m | Birmingham | 3 maart 2007     |
| WL                   | Jaroslava Mahoetsjich | 2,02 m | Metz       | 11 februari 2023 |
| EL                   | Jaroslava Mahoetsjich | 2,02 m | Metz       | 11 februari 2023 |

## Resultaten

### Kwalificatieronde
Kwalificatieregels: behalen van de kwalificatiestandaard van 1,94 m (Q), of deel uitmaken van de 8 best presterende atleten (q).
| Rang | Naam                  | Land                | 1,76 m | 1,82 m | 1,87 m | 1,91 m | 1,94 m | Resultaat | Bijz. |
| ---- | --------------------- | ------------------- | ------ | ------ | ------ | ------ | ------ | --------- | ----- |
| 1    | Joelija Levtsjenko    | Oekraïne            | –      | o      | o      | o      |        | 1,91      | q     |
| 2    | Jaroslava Mahoetsjich | Oekraïne            | –      | –      | xx-    | o      |        | 1,91      | q     |
| 3    | Christina Honsel      | Duitsland           | o      | o      | o      | xo     |        | 1,91      | q     |
| 3    | Daniela Stanciu       | Roemenië            | o      | o      | o      | xo     |        | 1,91      | q     |
| 3    | Angelina Topić        | Servië              | o      | o      | o      | xo     |        | 1,91      | q     |
| 6    | Kateryna Tabasjnyk    | Oekraïne            | o      | xo     | o      | xo     |        | 1,91      | q     |
| 6    | Britt Weerman         | Nederland           | –      | xo     | o      | xo     |        | 1,91      | q     |
| 8    | Morgan Lake           | Verenigd Koninkrijk | –      | o      | o      | xxo    |        | 1,91      | q     |
| 9    | Solène Gicquel        | Frankrijk           | o      | o      | o      | xxx    |        | 1,87      |       |
| 10   | Marija Vuković        | Montenegro          | –      | o      | xo     | xxx    |        | 1,87      |       |
| 11   | Nawal Meniker         | Oekraïne            | o      | xo     | xo     | xxx    |        | 1,87      |       |
| 12   | Karmen Bruus          | Estland             | o      | o      | xxo    | xxx    |        | 1,87      | SB    |
| 13   | Lia Apostolovski      | Slovenië            | o      | o      | xxx    |        |        | 1,82      |       |
| 13   | Heta Tuuri            | Finland             | o      | o      | xxx    |        |        | 1,82      |       |
| 15   | Urtė Baikštytė        | Litouwen            | o      | xo     | xxx    |        |        | 1,82      |       |
| 15   | Elena Vallortigara    | Italië              | o      | xo     | xxx    |        |        | 1,82      |       |
| 17   | Sini Lällä            | Finland             |        |        |        |        |        | DNS       |       |

### Finale
| Rang   | Atleet                | Land                | 1,80 m | 1,86 m | 1,91 m | 1,94 m | 1,96 m | 1,98 m | 2,03 m | Resultaat | Bijz. |
| ------ | --------------------- | ------------------- | ------ | ------ | ------ | ------ | ------ | ------ | ------ | --------- | ----- |
| Goud   | Jaroslava Mahoetsjich | Oekraïne            | –      | –      | o      | o      | o      | o      | xxx    | 1,98      |       |
| Zilver | Britt Weerman         | Nederland           | o      | o      | o      | o      | o      | xxx    |        | 1,96      | =NR   |
| Brons  | Kateryna Tabasjnyk    | Oekraïne            | o      | o      | xo     | o      | xxx    |        |        | 1,94      |       |
| 4      | Angelina Topić        | Servië              | o      | xo     | xo     | o      | xxx    |        |        | 1,94      | =NR   |
| 5      | Joelija Levtsjenko    | Oekraïne            | o      | o      | o      | xxo    | xxx    |        |        | 1,94      | WU20L |
| 6      | Christina Honsel      | Duitsland           | o      | o      | o      | xxx    |        |        |        | 1,91      |       |
| 7      | Morgan Lake           | Verenigd Koninkrijk | –      | o      | xxx    |        |        |        |        | 1,86      |       |
| 8      | Daniela Stanciu       | Roemenië            | o      | o      | xxx    |        |        |        |        | 1,86      |       |

o geldige poging | x ongeldige poging | - poging overgeslagen | NM Geen geldig resultaat | WR Wereldrecord | CR Kampioenschapsrecord | AR Continentaal record | NR Nationaalrecord | WL Wereldleiding | EL Europese leiding | SB Beste seizoenprestatie | =SB Evenaring beste seizoenprestatie | PB Persoonlijk record | =PB Evenaring persoonlijk record